# Средняя Берёзовка (Красноярский край)
Средняя Берёзовка — деревня в Назаровском районе Красноярского края России. Входит в состав Степновского сельсовета.

## География
Деревня расположена в 54 км к югу от райцентра Назарово.

## Население
| 2010 |
| ---- |
| 349  |

Гендерный состав
По данным Всероссийской переписи населения 2010 года 174 мужчины и 175 женщин из 349 чел.